# Charlemagne: By the Sword and the Cross
Charlemagne: By the Sword and the Cross er et symfonisk metal konceptalbum af skuespiller og sanger Christopher Lee. Det blev udgivet d. 15. marts 2010. Det er Lees første fuldlængde album, efter tidligere at have arbejdet med bands som Rhapsody of Fire og Manowar. Albummet vandt "Spirit of Metal"-prisen ved Metal Hammer Golden Gods Awards i 2010. Prisen blev givet af Tony Iommi fra Black Sabbath.
Albummet fortæller historien om Karl den Store, den første kejser i Det tysk-romerske Rige. Albummets PR-MySpaceside fik over 20 millioner fra hele verden. På albummet deltager to metalbande og flere gæstevokaler, som spiller der forskellige roller i historien. Musikken er blevetkomponeret af Marco Sabiu. En musikvideo til "The Bloody Verdict of Verden" blev udgivet i juni 2012.
Et heavy metal opfølgningsalbum kaldet Charlemagne: The Omens of Death, blev udgivet i 2013.

## Spor
Alle tekster er skrevet af Marie-Claire Calvet, alt musik er komponeret af Marco Sabiu.
1. "Overture" – 2:53
2. Act I:
  1. "Intro" – 1:34
  2. "King of the Franks" – 7:14
3. Act II:
  1. "Intro" – 1:46
  2. "The Iron Crown of Lombardy" – 8:12
4. Act III:
  1. "Intro" – 3:26
  2. "The Bloody Verdict of Verden" – 6:16
5. Act IV:
  1. "Intro" – 2:31
  2. "The Age of Oneness Out of Diversity" – 6:07
6. Act V:
  1. "Intro" – 2:09
  2. Starlight – 4:40
7. "Finale" – 3:57
8. "Iberia" – 5:10
9. "The Bloody Verdict of Verden" (Instrumental) – 6:20

## Personel

### Vokaler
- Christopher Lee – Karl den Store (Spøgelse)
- Vincent Ricciardi – Karl den Store (Ung)
- Lydia Salnikova – Hildegard
- Christina Lee – Fortæller
- Phil SP – Pipin den Lille
- Mauro Conti – Pave Hadrian
- Christi Ebenhoch – sanger
- Dave "Grav" Cavill – yderligere vokal
- John Wistow – baggrundsvokal
- European Cinematic Symphony Choir – kor

### Musikere
- Tony Newton – bas
- Corrado Canonici – doblebas
- Ollie Usiskin – trommer
- Chris Jones – elektrisk guitar
- Matt Pearce – elektrisk guitar
- Raffaello Gentili – elektrisk guitar
- Leigh Alexandra – keyboards
- European Cinematic Symphony Orchestra – orkester

### Produktion
- Juan Aneiros – produktion
- Monica Tong – assisterende producer
- Juan Ramirez – co-production
- Corrado Canonici – executive production
- Andy Jackson – lydtekniker, mastering
- Marco Sabiu – Instrumentering, dirigering
- Mauro Conti – management vokalkonsultent